# 長浜市立余呉小中学校
長浜市立余呉小中学校（ながはましりつよごしょうちゅうがっこう）は、滋賀県長浜市余呉町にある義務教育学校。

## 概要
滋賀県初の施設一体型小中一貫教育校で、愛称は鏡岡学園である。9年間の就学期間を第1ステージ（基礎期）1年生 - 4年生、第2ステージ（充実期）5年生 - 7年生、第3ステージ（発展期）8年生- 9年生に分け、それぞれをつないでいく教育を行なっている。

### ステージカラー
- 第1ステージ（基礎期）- 水色（余呉の湖、水のイメージ）
- 第2ステージ（充実期）- 緑色（豊かな緑、森林のイメージ）
- 第3ステージ（発展期）- オレンジ色（輝く光、太陽のイメージ）

## 沿革

### 略歴
長浜市立余呉小中学校は、滋賀県初の義務教育学校として2018年（平成30年）4月9日に開校した。

### 年表
- 2018年4月9日 - 開校

## 学校教育目標
余呉に学び 大きな心で 未来を生きぬく

～しなやかに そして たくましく～

## 学校行事
| - 4月 入学式・始業式 - 5月 - 6月 運動会 | - 7月 終業式 - 8月 夏休み - 9月 文化祭 | - 10月 - 11月 - 12月 終業式・冬休み | - 1月 始業式 - 2月 - 3月 終業式・卒業式・春休み |

4月に7年生を対象に後期課程進級式を行う。
2月に4年生を対象に「夢の式」(2分1成人式)、7年生を対象に立志式を行う。
3月に6年生を対象に前期課程修了式を行う。

## 通学区域
- 旧・余呉町全域

## 学区内の主な施設
- 長浜市余呉支所
- 余呉郵便局
- 国道365号
- 余呉川
- 余呉湖

## 交通
- JR西日本北陸本線 余呉駅下車。余呉バス柳ヶ瀬線10分